# Чудей
Чуде́й (укр. Чудей) — село в Черновицком районе Черновицкой области Украины. Административный центр Чудейской сельской общины.
Население по переписи 2001 года составляло 5265 человек. Почтовый индекс — 59024. Телефонный код — 3735. Код КОАТУУ — 7324586001.

## История
В 1946 г. Указом ПВС УССР село Чудей переименовано в Междуречье (Межиріччя).
В 1995 г. селу возвращено историческое название.
До 2020 года входило в Сторожинецкий район

## Известные уроженцы и жители
- Афанасий (Макуров) (1825—1905) — митрополит Белокриницкий.
- Бурла, Михаил Порфирович (1957) — учёный, государственный и политический деятель, 4-й Председатель Верховного Совета Приднестровской Молдавской Республики.